# 渡邊航貴
渡邊航貴（日语：／ Watanabe Koki，1999年1月29日—），日本男子羽毛球運動員，亦為現役日本國家羽毛球隊成員。埼玉縣越谷市出生，畢業於大袋北小学校、埼玉栄中学校和埼玉栄高校。2017年4月加入日本Unisys株式會社，並為旗下羽毛球部的成員，隊員編號為7號，2022年4月1日，日本Unisys株式會社改名為BIPROGY株式會社。姊姊渡邊茜亦為羽球運動員。

## 選手生涯
渡邊航貴在幼稚園時期已開始接觸羽毛球運動，及至小學四年級時初次贏得埼玉縣小學羽毛球錦標賽，並在其後兩年取得三連霸。其後，渡邊升讀體育強校埼玉栄中学校。
2015年11月，渡邊航貴代表日本參加在秘魯利馬舉行的世界青年羽毛球錦標賽，赢得男子單打季軍。
2019年3月，渡邊航貴在奧爾良羽毛球大師賽決賽以三局（18-21，21-12，21-19）打敗法國選手托马斯·鲁克塞尔奪得生涯首個超級賽冠軍。

## 主要比賽成績
只列出曾進入準決賽的國際賽事成績：
| 年份   | 賽事                   | 公開賽級別 | 項目     | 成績   |
| ------ | ---------------------- | ---------- | -------- | ------ |
| 2015年 | 亞洲青年羽毛球錦標賽   | 其他       | 混合團體 | 季軍   |
| 2015年 | 世界青年羽毛球錦標賽   | 其他       | 混合團體 | 第四名 |
| 2015年 | 世界青年羽毛球錦標賽   | 其他       | 男子單打 | 季軍   |
| 2016年 | 亞洲青年羽毛球錦標賽   | 其他       | 混合團體 | 季軍   |
| 2016年 | 新加坡羽毛球國際系列賽 | 國際系列賽 | 男子單打 | 準決賽 |
| 2016年 | 世界青年羽毛球錦標賽   | 其他       | 混合團體 | 季軍   |
| 2018年 | 俄羅斯羽毛球公開賽     | 超級100賽  | 男子單打 | 亞軍   |
| 2018年 | 美國羽毛球國際挑戰賽   | 國際挑戰賽 | 男子單打 | 冠軍   |
| 2019年 | 奧爾良羽毛球大師賽     | 超級100賽  | 男子單打 | 冠軍   |
| 2019年 | 大阪羽毛球國際挑戰賽   | 國際挑戰賽 | 男子單打 | 冠軍   |
| 2019年 | 加拿大羽毛球公開賽     | 超級100賽  | 男子單打 | 準決賽 |
| 2019年 | 中華台北羽毛球公開賽   | 超級300賽  | 男子單打 | 準決賽 |
| 2020年 | 亞洲羽毛球團體錦標賽   | 其他       | 男子團體 | 季軍   |
| 2021年 | 湯姆斯盃               | 其他       | 男子團體 | 季軍   |
| 2023年 | 瑞士羽毛球公開賽       | 超級300賽  | 男子單打 | 冠軍   |
| 2023年 | 亞洲運動會羽毛球比賽   | 其他       | 男子團體 | 銅牌   |
| 2023年 | 韓國羽毛球大師賽       | 超級300賽  | 男子單打 | 亞軍   |
| 2024年 | 亞洲羽毛球團體錦標賽   | 其他       | 男子團體 | 季軍   |
| 2024年 | 美國羽毛球公開賽       | 超級300賽  | 男子單打 | 準決賽 |
| 2024年 | 加拿大羽毛球公開賽     | 超級500賽  | 男子單打 | 冠軍   |
| 2024年 | 北極羽毛球公開賽       | 超級500賽  | 男子單打 | 準決賽 |
| 2024年 | 丹麥羽毛球公開賽       | 超級750賽  | 男子單打 | 亞軍   |
| 2025年 | 蘇迪曼盃               | 其他       | 混合團體 | 季軍   |
| 2025年 | 日本羽毛球公開賽       | 超級750賽  | 男子單打 | 準決賽 |

| 2007-2017年 | 首要超級賽 | 超級賽 | 黃金大獎賽 | 大獎賽 | 國際挑戰賽 | 國際系列賽 | 未來系列賽 | 其他 |

| 2018-2026年 | 總決賽 | 超級1000賽 | 超級750賽 | 超級500賽 | 超級300賽 | 超級100賽 | 國際挑戰賽 | 國際系列賽 | 未來系列賽 | 其他 |

### 奧運會和世錦賽參賽紀錄
|          | 2021 |
| -------- | ---- |
| 男子單打 | 32強 |